# 남부작은이빨이끼쥐
남부작은이빨이끼쥐(Pseudohydromys pumehanae)는 쥐과에 속하는 설치류의 일종이다. 파푸아뉴기니 보사비산 경사면에서 발견된다.